# ワスプ・モーターサイクル
ワスプ（Wasp）は、イギリスのオートバイ・サイドカー製造会社で、イングランドソールズベリーに本社を置く。ソロ及びサイドカークロス、サイドカーグラストラック専用車両の他、障害者向けの3ホイールフリーダムの製造も行っている。
1968年にエンジニアでもあり、オフロードモーターサイクリストでもあるロビン・リンド・タットによって設立された。彼は元々ボスコムダウンの徒弟制度で国防省に勤務していた。彼はモトクロス大会で使用したいくつかのオフロードバイクフレームを頑丈に設計した。他社は、彼の特殊なフレームに興味を示し、製造を委託した。1997年にワスプエンジニアリングに名前を変更したが、ワスプモーターサイクルに戻した。
Wasp/BSAのモトクロスサイドカー部隊は1979年の第二次世界大戦を描いた映画オフサイド7にドイツ兵のBMW・R75に似せて使われ、モトクロス世界チャンピオンのデイブ・ビッカーズが乗車した。

## 製品
- 650
- 3ホイールフリーダム